# Glòria Comerma i Broto
Glòria Comerma i Broto (Terrassa, 18 d'abril del 1987) és una jugadora catalana d'hoquei herba que ha jugat com a davantera.
El seu club de referència, on es formà i on ha jugat la major part de la seva carrera, és el Club Egara, on la seva germana Anna també jugava. També ha actuat durant disset temporades amb la selecció espanyola –les red sticks–, amb les quals ha assolit un gran nombre d'èxits i reconeixements.
Després de deu temporades formant part de la primera plantilla del Club Egara, va estar jugant dues temporades en el club belga KHC Leuven, de Lovaina, abans de tornar un any després al conjunt egarenc. Després tornaria a Bèlgica, per jugar al Waterloo Ducks, fins a l'anunci de la seva retirada, al setembre de 2019.
Ha jugat 190 partits amb la selecció espanyola, ha participat en dos Jocs Olímpics (Pekín 2008 i Río 2016); dos Campionats Mundials (2006 i 2010) i sis Campionats europeus (2005, 2007, 2009, 2011, 2013 i 2015).
Ha estat subcampiona del món i d’Europa, i el 2009 fou escollida millor promesa en la Copa d’Europa. Al 2008 rebé la medalla de la ciutat de Terrassa al mèrit esportiu.

## Trajectòria
- Club Egara (1998 – 2007)
- KHC Leuven
- Club Egara
- Waterloo Ducks

## Palmarès

### Títols a nivell de selecció
- Subcampiona d'Europa sub-16 Pàdua 2001
- 4a. Campionat d'Europa sub-16 Rotterdam 2002
- Campiona Campionat d'Espanya sub-18 per seleccions autonòmiques 2002
- 4a. Campionat d'Europa sub-16 Siauliai 2003
- 5a. Campionat d'Europa sub-21 Dublín 2004
- 4a. Campionat d'Europa Dublín 2005
- 4a. Campionat del món Madrid 2006
- Subcampiona Campionat del món en sala Viena 2007
- 4a. Campionat d'Europa Manchester 2007
- 7a. Jocs Olímpics Pequín 2008

### Títols a nivell d'equip
- Campiona Campionat d'Espanya juvenil 2002
- Campiona Campionat d'Espanya infantil 2002
- Campiona Campionat d'Espanya juvenil en sala 2003